# Westliches Ringgebiet
Das Westliche Ringgebiet ist ein Stadtteil von Braunschweig und erstreckt sich von der Innenstadt im Osten bis zu den Stadtteilen Weststadt und Lehndorf im Westen und dem Stadtteil Ölper im Norden. Zusammen mit dem Stadtteil Gartenstadt im Süden bildet es den Stadtbezirk Westliches Ringgebiet.

## Informationen zum Stadtquartier
Das Westliche Ringgebiet erstreckt sich von der Spinnerstraße im Viertel Eichtal bis hin zum Stadtteil Gartenstadt. Wie kaum ein anderer Stadtteil von Braunschweig wurde das Westliche Ringgebiet durch die in der Mitte des 19. Jahrhunderts einsetzende Industrialisierung geprägt.
Die Wohnbebauung entstand nach Plänen von Ludwig Winter Ende des 19. Jahrhunderts als Teil des Gründerzeitgürtels um den historischen Stadtkern. Namensgebend war der Braunschweiger Ring, eine Ringstraßenanlage rund um den dem heutigen Stadtbezirk Innenstadt.
Die Planungen für das Ringgebiet wurden nie vollständig realisiert, einige Straßenzüge wurden nie angelegt, andere nur teilweise bebaut. Wichtiger Bestandteil der Planungen war der Ring, eine ringförmige Straßenanlage um die Altstadt herum. Diese wurde verhältnismäßig breit angelegt, da in der Mitte des Ringes eine Promenade für Fußgänger entstehen sollte.

## Wappen
| Wappen von Westliches Ringgebiet | Blasonierung: „Gespalten von Rot und Silber; vorn eine halbe, ringförmige, silberne Gleisanlage am Spalt, hinten ein halbes, rotes Zahnrad am Spalt.“ |
| Wappen von Westliches Ringgebiet | Wappenbegründung: Die Gleise symbolisieren das Braunschweiger Ringgleis, während das Zahnrad die industrielle Vergangenheit des Viertels versinnbildlicht. Die Farben Rot-Weiß entsprechen dem Wappen der Stadt Braunschweig. Das Wappen wurde vom Heraldiker Arnold Rabbow und Klaus Hoffmann gestaltet und am 12. November 2007 auf einer Sitzung des Stadtbezirksrates 310 angenommen. |

## Geschichte
1853 entstand an der Bahnhofstraße die „Braunschweigische Maschinenbauanstalt“ (BMA), die zunächst Eisenbahnwaggons herstellte, sich jedoch ab 1860 auf die Ausstattung von Zuckerraffinerien spezialisierte. In direkter Nachbarschaft befand sich die Zuckerraffinerie Braunschweig mit ihrem mehrstöckigen Backsteinbau. 1858 kam die Chininfabrik Hermann Buchler an der Frankfurter Straße hinzu, die vorwiegend Chinin produzierte und dieses weltweit exportierte. Im Jahr 1865 siedelte sich die Maschinenfabrik August Wilke an der Frankfurter Straße 2 an, die Dampfkessel und Gasometer herstellte.
1874 wurde im benachbarten Eichtal eine Jutespinnerei gegründet, die zeitweise 2250 Mitarbeiter beschäftigte. Sie wurde 1982 geschlossen. Das Unternehmen Bremer & Brückmann zog 1890 in die Juliusstraße. Es fertigte zunächst Handnähmaschinen verlegte sich später jedoch auf Konservendosen mit Falzverschluss und stellte Blechbehälter her. 1877 gründete die Firma Selwig & Lange eine Maschinenfabrik an der Sophienstraße. Dort wurden Zentrifugen, aber auch Maschinen für die Zuckerindustrie, für Brennereien und Stärkefabriken hergestellt. 1885 errichtete Gottlieb Luther eine Maschinenfabrik und Mühlenbauanstalt an der Frankfurter Straße in der Nähe des Braunschweiger Staatsbahnhofs. Später wurden Industriegleise direkt bis in die Fabriken verlegt. Mit dem Bau des Ringgleises 1886 durch die Braunschweiger Landeseisenbahn erhielt das Gebiet einen weiteren wirtschaftlichen Impuls, so dass 50 weitere Fabrikgebäude und 104 Lagerhäuser entstanden.
Durch die zahlreichen Arbeitsplätze entstanden im Quartier ganze Wohnviertel für die Beschäftigten dieser Werke. In der Ernst-Amme-Straße kam 1895 die Braunschweiger Mühlenbau AG (MIAG, später Bühler AG) hinzu, in der zeitweise bis zu 3000 Menschen arbeiteten. 1907 zog auch die Karges-Hammer Maschinenfabrik an die Frankfurter Straße, um dort Teile für Konservenfabriken, Dampfmaschinen sowie Eis- und Kühlanlagen herzustellen. Neben diesen großen Unternehmen gab es zahlreiche kleinere Fabriken im Stadtquartier, deren Schwerpunkt zumeist auf der Produktion und Verarbeitung von landwirtschaftlichen Erzeugnissen lag. Es gab Konservenfabriken, Blechverpackungsindustrie, Ausstatter von Konserven- und Zuckerfabriken, Gießereien, Schlossereien und Kupferschmieden. Besonders charakteristisch war die große Anzahl von kleineren Handwerks- und Gewerbebetriebe sowie eine Vielzahl von Einzelhandelsgeschäften und Gaststätten in diesen Stadtteilen. In den 1970er Jahren gingen viele dieser Werke in Konkurs und es kam zu Werkschließungen und Massenentlassungen. Dadurch wurden viele Wohnungen frei, die zumeist von Gastarbeitern oder Asylbewerbern neu bezogen wurden, so dass sich multikulturelle Wohnviertel entwickelten, besonders im Eichtal und in Belfort.

## Sehenswürdigkeiten
- Das Bibliotheksgebäude der Hochschule für Bildende Künste
- Die St. Jakobi ist eine neobarocke evangelische Kirche aus dem Jahr 1911 an der Goslarschen Straße.
- Die St. Joseph ist eine neugotische katholische Ziegelsteinkirche aus dem Jahr 1903 an der Goslarschen Straße.
- Die Braunschweiger ZeitSchiene
- Reformierter Friedhof
- Zuckerraffinerie auf dem ARTmax-Gelände
- Denkmalgeschützte Maschinenfabrik „Elsner & Holdschmidt“ aus dem Jahre 1898.
- Maschinenhaus-Außenwand der Braunschweigischen Maschinenbauanstalt
- Das Eingangsportal der im Jahr 1874 gegründeten „Jute- und Flachsspinnerei“

Parkanlagen
- Parallel zum Ring verläuft das Braunschweiger Ringgleis, ein begrünter Geh- und Radweg.
- Westlich des Westlichen Ringgebiets liegt der Westpark.

Bilder aus dem Westlichen Ringgebiet
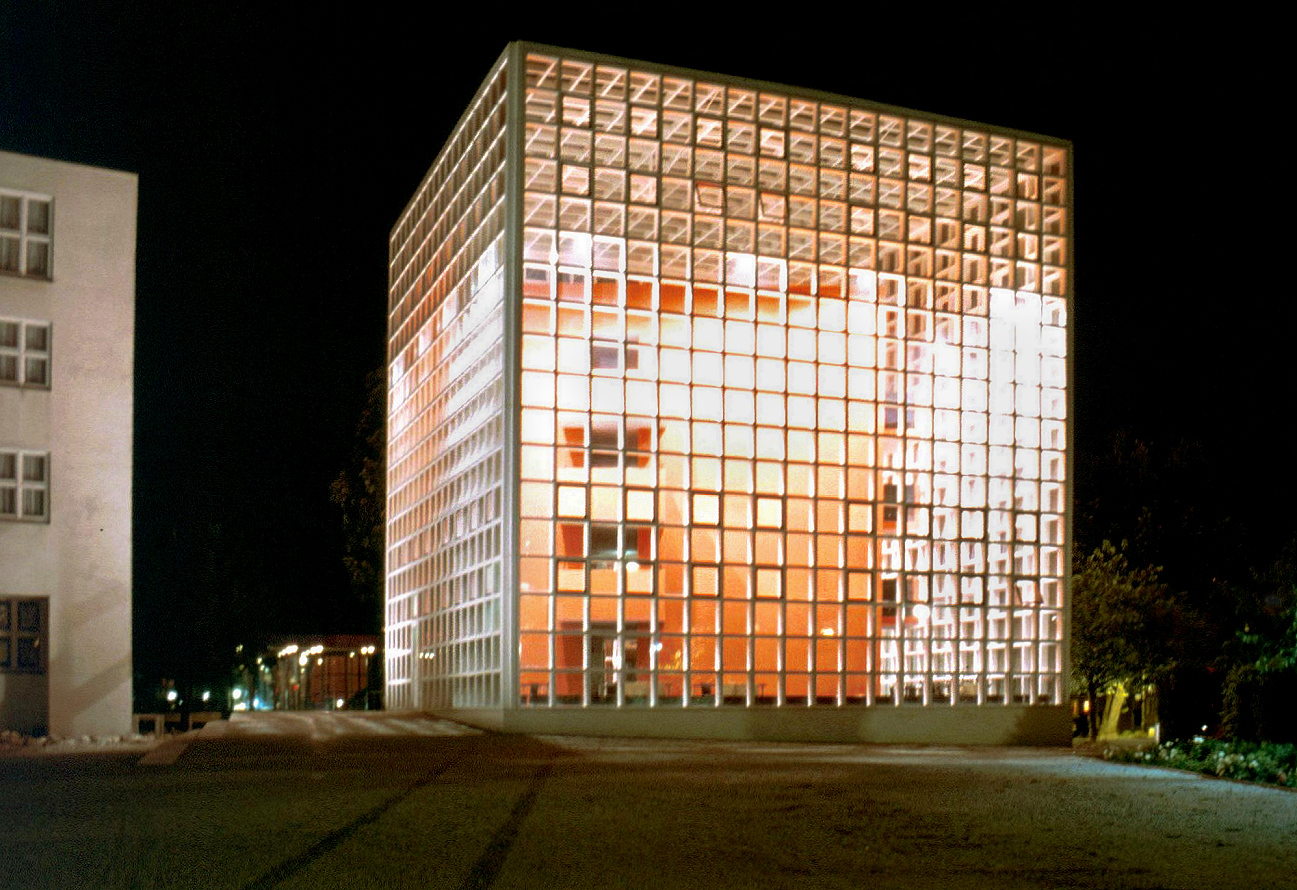
Hochschule für Bildende Künste
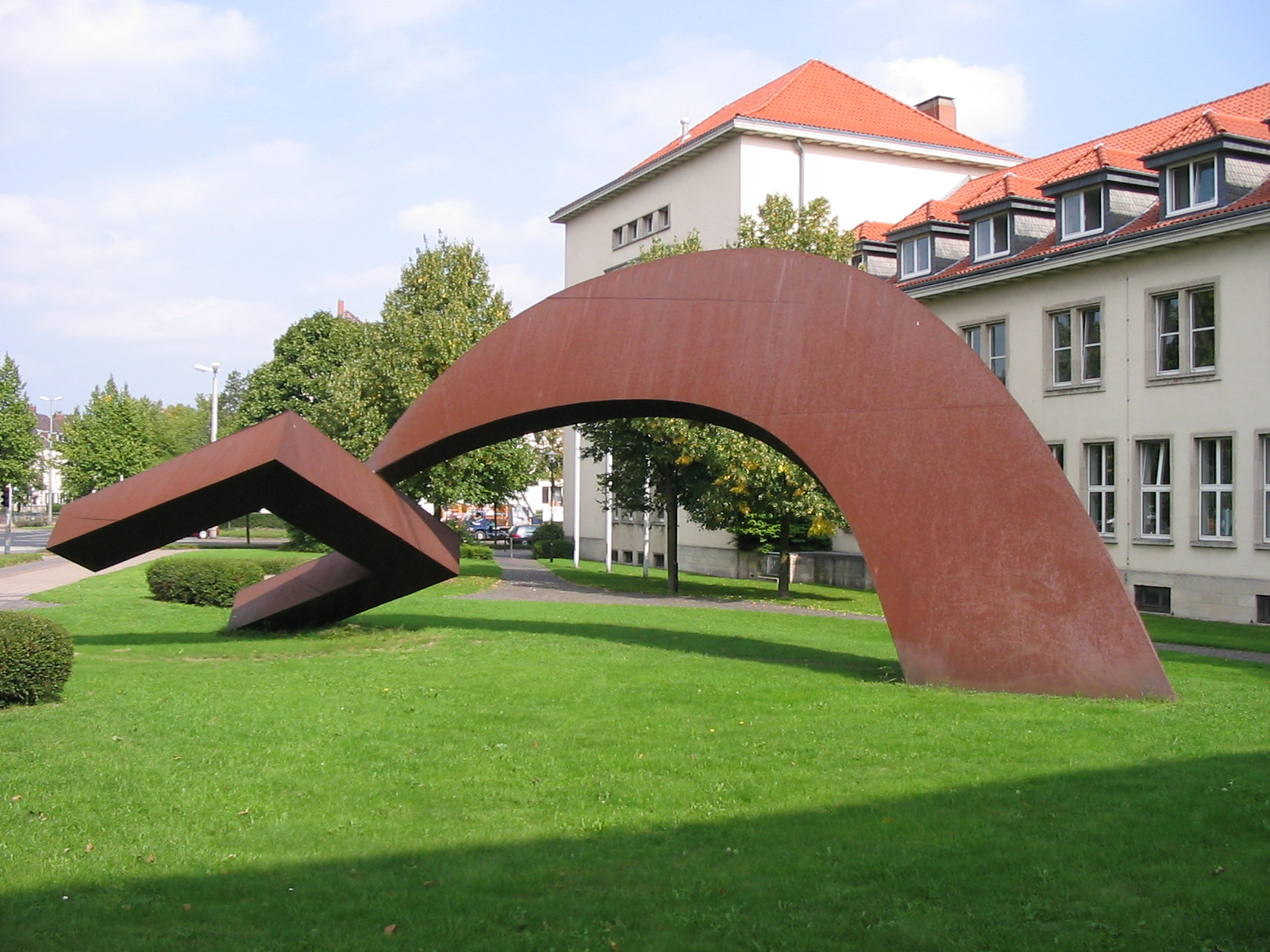
Skulptur vor der Arbeitsagentur
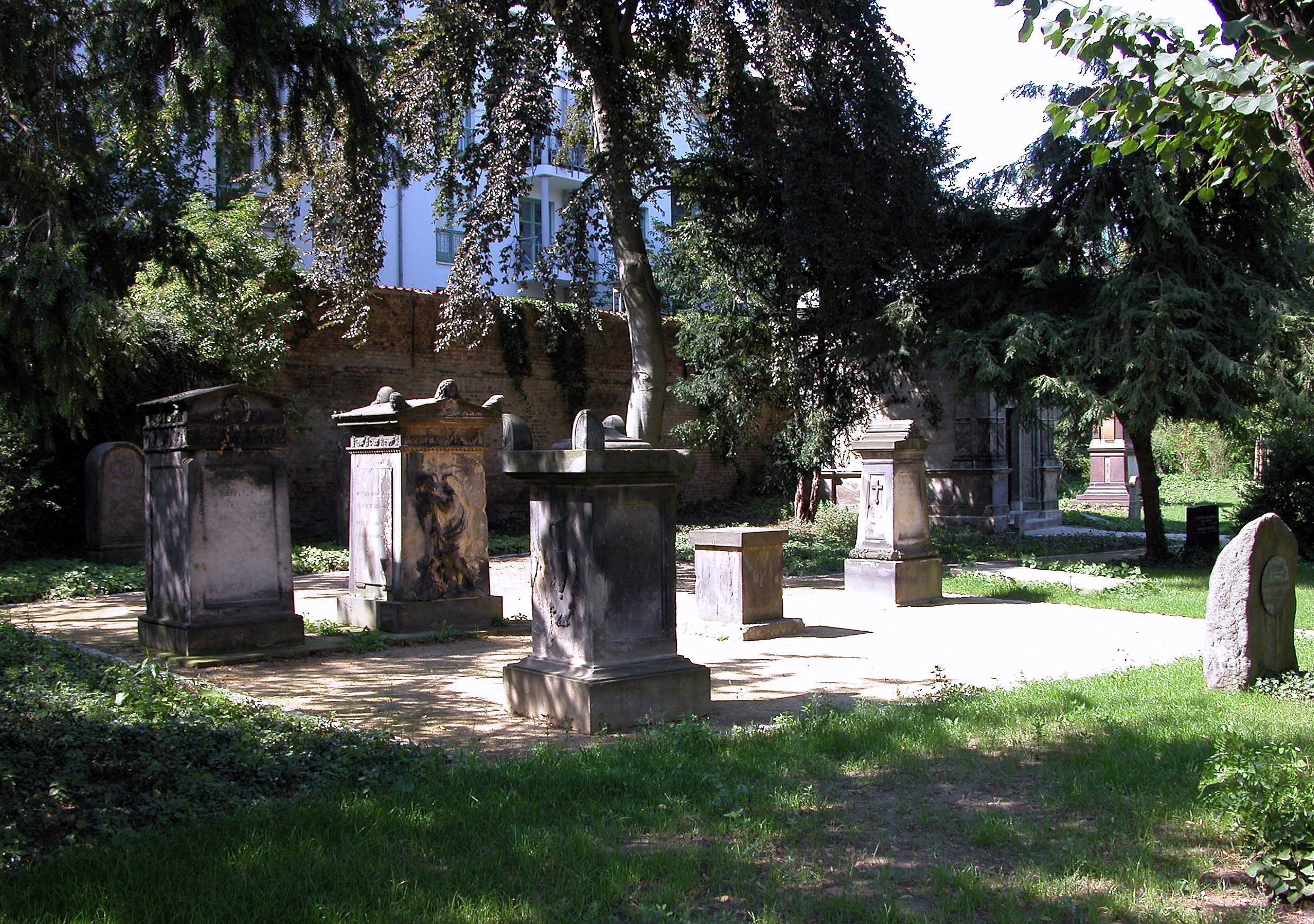
Friedhof der Reformierten Gemeinde
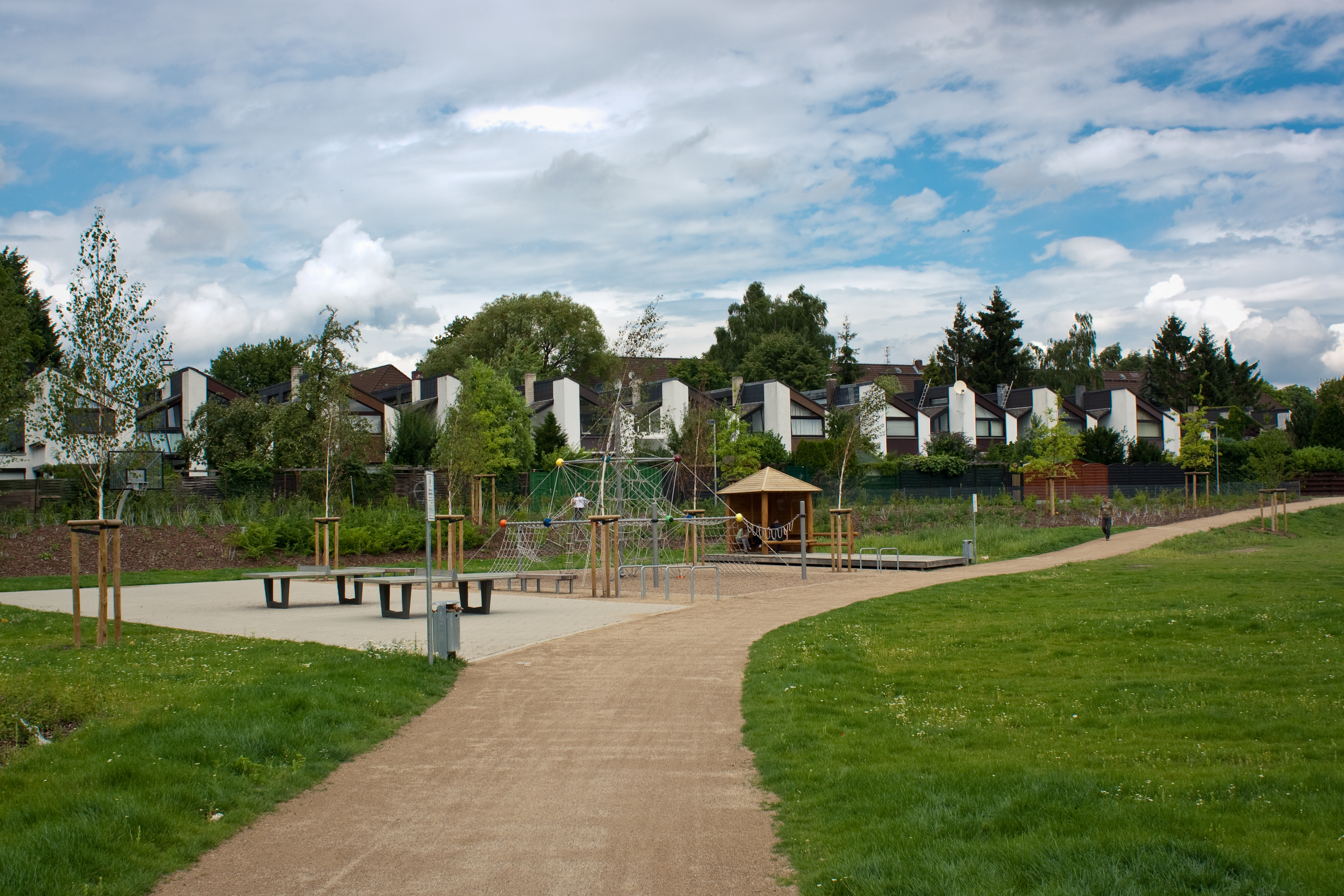
Ringgleis Braunschweig

## Religionen
Die evangelisch-lutherische Kirche St. Jakobi wurde 1909–11 in der Goslarschen Straße 31 erbaut. Ihre Kirchengemeinde gehört zur Propstei Braunschweig der Landeskirche in Braunschweig. Große Teile des südlichen Westlichen Ringgebiets gehören zu den Pfarrbezirken der in der Altstadt liegenden Kirchen St. Michaelis und St. Martini. Die Gemeinde St. Martini unterhält eine Kindertagesstätte neben dem alten zu Martini gehörenden Friedhof in der Kreuzstraße. St. Michaelis, St. Martini und die Auferstehungskirche in der Gartenstadt tragen gemeinsam die diakonische Arbeit mit dem Titel Kirche im Westlichen Ringgebiet im Quartierszentrum Hugo-Luther-Straße.
Die katholische Kirche St. Joseph wurde 1902/03 von Richard Herzig erbaut. Die an der Goslarschen Straße befindliche Kirche gehört zur Pfarrgemeinde St. Aegidien. Neben der Kirche befindet sich eine gleichnamige Kindertagesstätte, in der Pfingststraße 1A die Kindertagesstätte St. Kjeld. Beide Kindertagesstätten befinden sich in Trägerschaft des Caritasverbandes Braunschweig.
Die Neuapostolische Kirche in der Goslarschen Straße 84 wurde geschlossen, am 2. Juni 2012 fand dort der letzte Gottesdienst statt. Heute befindet sich die einzige neuapostolische Kirche Braunschweigs an der Körnerstraße.
Zur Gemeinde Braunschweig der Evangelisch-methodistischen Kirche gehört das Jugendzentrum in der Kreuzstraße 110. Die Gemeinde Braunschweig der Kirche Jesu Christi der Heiligen der Letzten Tage verfügt über ein Gemeindehaus im Triftweg 55, die Erste Kirche Christi hat eine Niederlassung in der Rennelbergstraße 9.
Die Justizvollzugsanstalt Braunschweig verfügt über eine Kirche innerhalb ihres Anstaltsgeländes in der Rennelbergstraße 10; dort finden evangelische und katholische Gottesdienste statt.